# Defileul Șebutinți
Defileul Șebutinți (în ucraineană Шебутинський яр) este o rezervație peisagistică de importanță locală din raionul Secureni, regiunea Cernăuți (Ucraina), situată la nord de satul Șebutinți.  
Suprafața ariei protejate constituie 794 de hectare și a fost înființată în anul 1994 prin decizia consiliului regional. Statutul a fost acordat pentru a păstra peisajul natural pitoresc cu păduri pe versanții abrupți ai văii adânci, precum și cu valoroase formațiuni geologice și geomorfologice. Formele carstice de suprafață și cele subterane, aparțin regiunii carstice nord-moldovenești.
Pârâul Șebutincianca care străbate rezervația, are la început un relief sub forma unor versanți blânzi, care se îngustează treptat în direcția Nistrului. Cursul de apă are și o cascadă cu înălțimea de aproximativ 2-2,5 m. Cea mai mare parte a vegetației forestiere este formată din stejar, carpen, arțar, tei, există, de asemenea, molid, cireș, salcâm, arbuștii sunt comuni precum și vegetația de stepă.